# Zebrias zebra
Zebrias zebra är en fiskart som först beskrevs av Bloch, 1787.  Zebrias zebra ingår i släktet Zebrias och familjen tungefiskar. Inga underarter finns listade i Catalogue of Life.